# Katedra Serca Jezusowego w Sarajewie
Katedra Serca Jezusowego (bośn. Katedrale Srca Isusova) – rzymskokatolicka katedra w Sarajewie, stolicy Bośni i Hercegowiny przy Trgu fra Grge Matića (obok Ferhadiji).
Wybudowana w latach 1884–1889 według projektu architekta Josipa Vancaša świątynia była pierwszą rzymskokatolicką katedrą Sarajewa od czasu zburzenia katolickiego kościoła pod koniec XVII wieku. Katedra reprezentuje styl neogotycki z dwoma wysokimi dzwonnicami po obu stronach wejścia, nad którym znajduje się ogromna rozeta.
Od 30 kwietnia 2014 roku przed kościołem stoi pomnik Jana Pawła II.